# Saison 3 de Salem
Chronologie
Saison 2
Cet article présente les dix épisodes de la troisième et dernière saison de la série télévisée américaine Salem.

## Synopsis
La chasse aux sorcières a commencé. À Salem, les sorcières sont réelles, mais elles ne sont pas ce qu'elles semblent être...

## Distribution

### Acteurs principaux
- Janet Montgomery : Mary Sibley
- Shane West : John Alden
- Seth Gabel : Cotton Mather
- Ashley Madekwe : Tituba
- Tamzin Merchant : Anne Hale
- Elise Eberle : Mercy Lewis
- Iddo Goldberg : Isaac Walton
- Joe Doyle : Baron Sebastian von Marburg
- Oliver Bell : John, enfant de John et Mary

### Acteurs récurrents
- Marilyn Manson : Thomas Dinley

## Liste des épisodes

### Épisode 1:Après la chute
- États-Unis /  Canada : 2 novembre 2016 sur WGN America[1] / Space
- France : 1er juillet 2018 sur Netflix[2] et sur Fox Play

- États-Unis : 272 000 téléspectateurs[3] (première diffusion)

### Épisode 2:Cœur diabolique
- États-Unis /  Canada : 9 novembre 2016 sur WGN America / Space
- France : 1er juillet 2018 sur Netflix et sur Fox Play

- États-Unis : 212 000 téléspectateurs[4] (première diffusion)

### Épisode 3:Le Jugement
- États-Unis /  Canada : 16 novembre 2016 sur WGN America / Space
- France : 1er juillet 2018 sur Netflix et sur Fox Play

- États-Unis : 295 000 téléspectateurs[5] (première diffusion)

### Épisode 4:Les Agents de la nuit
- États-Unis /  Canada : 30 novembre 2016 sur WGN America / Space
- France : 1er juillet 2018 sur Netflix et sur Fox Play

- États-Unis : 270 000 téléspectateurs[6] (première diffusion)

### Épisode 5:La Reine des sorcières
- États-Unis /  Canada : 7 décembre 2016 sur WGN America / Space
- France : 1er juillet 2018 sur Netflix et sur Fox Play

- États-Unis : 257 000 téléspectateurs[7] (première diffusion)

### Épisode 6:L'Enfant du mercredi
- États-Unis /  Canada : 14 décembre 2016 sur WGN America / Space
- France : 1er juillet 2018 sur Netflix et sur Fox Play

- États-Unis : 286 000 téléspectateurs[8] (première diffusion)

### Épisode 7:L'Homme du jeudi
- États-Unis /  Canada : 4 janvier 2017 sur WGN America / Space
- France : 1er juillet 2018 sur Netflix et sur Fox Play

- États-Unis : 259 000 téléspectateurs[9] (première diffusion)

### Épisode 8:Les Chevaliers du vendredi
- États-Unis /  Canada : 11 janvier 2017 sur WGN America / Space
- France : 1er juillet 2018 sur Netflix et sur Fox Play

- États-Unis : 268 000 téléspectateurs[10] (première diffusion)

### Épisode 9:Samedi soir en enfer
- États-Unis /  Canada : 18 janvier 2017 sur WGN America / Space
- France : 1er juillet 2018 sur Netflix et sur Fox Play

- États-Unis : 236 000 téléspectateurs[11] (première diffusion)

### Épisode 10:Le dimanche noir
- États-Unis /  Canada : 25 janvier 2017 sur WGN America / Space
- France : 1er juillet 2018 sur Netflix[2] et sur Fox Play

- États-Unis : 233 000 téléspectateurs[12] (première diffusion)

John Alden tente toujours de trouver un moyen d'arrêter la Pendule du Diable contenant le mercure rouge. L'horloge tourne et il ne reste que quelques minutes à Salem avant d'être réduite en cendres...
Dans le Manoir Sibley, le Petit John, qui se révèle être Samaël, est heureux d'être de retour. Il rappelle à Mary qu'ils seront bientôt unis par le mariage et qu'ils pourront enfin copuler, au grand effroi de Mary. Samaël ordonne à Anne Hale d'aller chercher Cotton Mather. Anne se rend chez elle et brise le miroir qui retenait Cotton. De retour dans le Manoir Sibley, le Diable propose à Cotton un choix : sacrifier son âme contre la promesse d'épargner la vie de tous les habitants de la ville. Tout ce qu'il aurait à faire, c'est d'entrer dans la pièce qui mène à l'Enfer. Cotton se sacrifie volontairement pour sauver Salem, préférant rôtir en enfer plutôt que de continuer à côtoyer une femme qui le dégoûte. Grâce au sacrifice de Cotton, le Diable dissout le mercure rouge et Salem est finalement sauvée. Malheureusement, l'âme du Prêtre va pourrir en enfer pour l'éternité. Cependant, le sacrifice de Cotton a également aidé Samaël à se régénérer : un homme émerge du dos du petit John. Ses membres et son corps dépérissent et un jeune homme viril et vigoureux se tient devant Anne et Mary. Le Diable avait besoin du sacrifice d'une âme spéciale pour accélérer sa force vitale : Little John est devenu Big John grâce à Cotton Mather. Maintenant, Big John peut enfin parvenir à ses fins et copuler avec sa propre mère... 
De retour dans le salon de coiffure de Thomas Dinelys, Sebastian Marburg est déterminé à tuer john Alden. Son cœur brisé veut tourmenter Marie pour avoir choisi le Capitaine à sa place. Sebastian est peut-être un sorcier puissant, mais Alden est un soldat expérimenté. Si Sebastian semble prendre rapidement le dessus grâce à ses pouvoirs de sorcier, Alden finit par le tuer alors même qu'il s'y attendait le moins. Sebastian utilise son dernier souffle pour avouer au Capitaine Alden qu'il a vraiment aimé Mary. Il avoue regretter d'avoir planifié sa destruction et exhorte Alden à la sauver…
De son côté, Mary n'est pas vraiment heureuse de devoir finir dans le lit de son fils, et finit par supplier Anne de lui épargner la torture qui l'attend. Étonnamment, Anne lui avoue qu'elle a un plan. Elle emmène Mary à la crypte où repose le corps de la Comtesse Marburg. Une fois sur place, elle écorche la peau de Mary et donne son sang à la Comtesse. Ensuite, elle met Mary au lit. Grâce au sang de Mary, la Comtesse a pris possession de son corps : la Comtesse habite désormais le corps de Mary et Mary est enfermée dans le corps décharné de la Comtesse. Anne révèle alors sa vraie nature et sa réelle ambition : être la dernière sorcière et le leader de Salem. Elle utilisera le poignard forgé par John Alden pour tuer le Diable. En échange, elle demande à Alden et à Mary de quitter Salem pour ne jamais y revenir... Anne déclare ensuite au Diable qu'elle le ressuscitera en utilisant l'enfant de Cotton comme hôte. Cependant, elle sera son épouse mortelle, pas Mary. Anne demande ensuite à Isaac, qui a été libéré par Mercy lorsqu'une foule en colère se rassemble devant son bordel, de faire partie de son nouveau monde. Elle fera de lui le magistrat de Salem. Isaac ne veut aucune partie de son nouveau monde. Elle ordonne donc à la foule en colère de Knocker's Hole de le tuer. Anne rejoint ensuite Tituba, lui hôte ses pouvoirs de voyante, la réduit au silence et l'emprisonne sur un navire rempli d'esclaves. Anne tue également sa propre Mère alors qu'elle et en pleine copulation avec Big John. Peu après, Anne se débarrasse également de Mercy et de son mari Hathrone.
Le lendemain, Anne prononce un discours enflammé dans l'église de Salem. Elle dénonce la manière dont Salem a été gouvernée par des sorcières jusqu'à ce jour, puis affirme que dans le nouveau monde qu'elle veut créer, les Habitants nettoieront Salem de toute influence de sorcellerie. Peu après, nous pouvons découvrir Anne dans une luxueuse robe, accompagnée de son familier Brown Jenkins, et assise sur un trône : Anne est devenue la véritable maîtresse de Salem...